# Forest Oaks
Forest Oaks est une census-designated place américaine située dans le comté de Guilford dans l'État de Caroline du Nord. En 2010, sa population était de 3 241 habitants.

## Démographie
| 2000  | 2010  | - | - | - | - |
| ----- | ----- | - | - | - | - |
| 3 164 | 3 890 | - | - | - | - |

## Source de la traduction
- (en) Cet article est partiellement ou en totalité issu de l’article de Wikipédia en anglais intitulé « Forest Oaks, North Carolina » (voir la liste des auteurs).